# Nzara
Nzara – miasto w Sudanie Południowym w stanie Gbudwe. Liczy 33 263 mieszkańców.